# Kim Dong-hyun (football)
Pour les articles homonymes, voir Kim Dong-hyun.
Kim Dong-hyun est un footballeur sud-coréen né le 20 mai 1984.

## Biographie
A étudié à l'université Yong in en Corée du Sud